# Hans Edmund Wolters
Hans Edmund Wolters (11 de febrero de 1915, Duisburgo - 22 de diciembre de 1991) fue un ornitólogo alemán.

## Biografía
Desde 1960, trabajó en el Museo e Instituto de Investigación Zoológica Alexander König de Bonn. En 1973, sería director del Departamento de ornitología. Wolters dirigirá las publicaciones de la institución de 1974 a 1979 : Bonner zoologische Beiträge y Bonner zoologische Monographien. 
Se retiró en 1980, mas continuó colaborando benévolamente. Wolters participó igualmente en los trabajos de la Comisión ornitológica internacional. En 1971 la Universidad de Bonn le discernió un título de doctor honoris causa.
Especialista de la taxonomía de Passeriformes, fue uno de los primeros especialistas europeos en utilizar una clasificación cladística, especialmente en su obra Die Vogelarten der Erde (Las especies de aves de la Tierra) que apareció desde 1975 a 1982. Y, en 1983, publicó Die Vögel Europas im System der Vögel.

## Obra

### Algunas publicaciones
- 1950. Beiträge zur Gattungssystematik der Vögel (con Hans von Boetticher)

- 1952. Die Gattungen der westpalaearktischen Sperlingvögel (Ordn. Passeriformes). Bonner zool. Beit. 3 : 231-288.

- 1963. Vögel in Käfig und Voliere: ein Handbuch für Vogelliebhaber: Prachtfinken, v. 2 (con Klaus Immelmann y Joachim Steinbacher)

- 1965. Prachtfinken v. 1 (con Klaus Immelmann und Joachim Steinbacher)

- 1971. Säugetiere und seltene Vögel in den Nationalparks Ostafrikas (con John George Williams)

- 1973. Die Vögel Ost- und Zentralafrika (con John George Williams)

- 1975–1982. Die Vogelarten der Erde: Eine systematische Liste con Verbreitungsangaben sowie deutschen und englischen Namen, 7 v.

- 1983. Die Vögel Europas im System der Vögel: eine Übersicht

## Fuente
- Karl-K. Schuchmann et Walter J. Bock (1991). In memoriam: Hans Edmund Wolters, 1915-1991. The Auk, 109 (4) : 907-908  — PDF

## Abreviatura (zoología)
La abreviatura Wolters  se emplea para indicar a Hans Edmund Wolters como autoridad en la descripción y taxonomía en zoología.